# Sociedade Harmonia de Tênis
A Sociedade Harmonia de Tênis é um tradicional clube esportivo e social localizado na cidade de São Paulo, fundado em 1930 por antigos sócios do Clube Athletico Paulistano. Estes, que eram Erasmo Assumpção Jr., Anésio Lara Campos, Maércio Munhoz e Décio Novaes, integrantes à época da Sociedade Paulista de Tênis, se fundiram à Sociedade Harmonia de Dança, na época dirigida por Elvira Paula Machado Cardoso e Hermínia Pereira de Queiroz.
A junção de ambos grupos esteve diretamente relacionada à crise de 1929. O grupo de tênis, afastado das quadras do Paulistano, possuía um terreno para a construção de oito quadras do esporte, além de um estádio. O grupo de dança, constituido por moças conhecidas como organizadoras dos "bailes do Trianon" e gozadoras de certo patrimônio e prestígio social, tinham condições de arcar com a construção da sede social.
A sua sede, inaugurada inicialmente em 1935, foi reformada em 1964 e reinaugurada em 1970, através de um novo projeto idealizado por Fábio Penteado, Alfredo Paesani e Teru Tamaki, vencedores de um concurso promovido à época pelo Instituto dos Arquitetos de São Paulo. A edificação, bem como o clube, é patrimônio histórico do Estado de São Paulo, tombado por resolução do Condephaat em 1992. 
O processo que garantiu a preservação do espaço obteve um relevante aspecto jurídico, ao justificar que uma obra recente já possui condições para ser considerada importante e digna de conservação, dado que o edíficio-sede da SHT tinha pouco mais de 10 anos de construção no momento em que foi tombado. O registro definitivo, no Livro do Tombo do Estado, foi realizado meses depois, no dia 06 de abril de 1993, inscrição de número 300. O lote que abriga o clube é um terreno de pouco mais de 20.000m², com um elevado índice de arborização, que abriga o edifício-sedem construção que, por sua vez, tem espaço de cerca de 2.500m².

## História
Construída na rua Canadá, que está localizada no bairro do Jardim América, na zona oeste da cidade de São Paulo, a ampla estrutura do clube ilustrava fisicamente o sucesso social da Sociedade Harmonia de Tênis. Este mesmo sucesso, somado com a performance esportiva dos associados, atribuíram certa vivacidade ao SHT, considerado então um dos melhores clubes da cidade.
A década de 30 foi um marco na história do clube, registrando muitas conquistas reais e simbólicas: a construção de uma moderna sede social e de uma piscina em 1935, a conquista do primeiro campeonato de tênis, o início da prática da natação e do hockey, além da introdução da ginástica. Realizaram-se durante esse período bailes, chás dançantes e festas infantis. Um dos protagonistas deste sucesso era seu então presidente, Erasmo Assumpção Jr., que dirigiu o clube da fundação em 1930 até 1948.

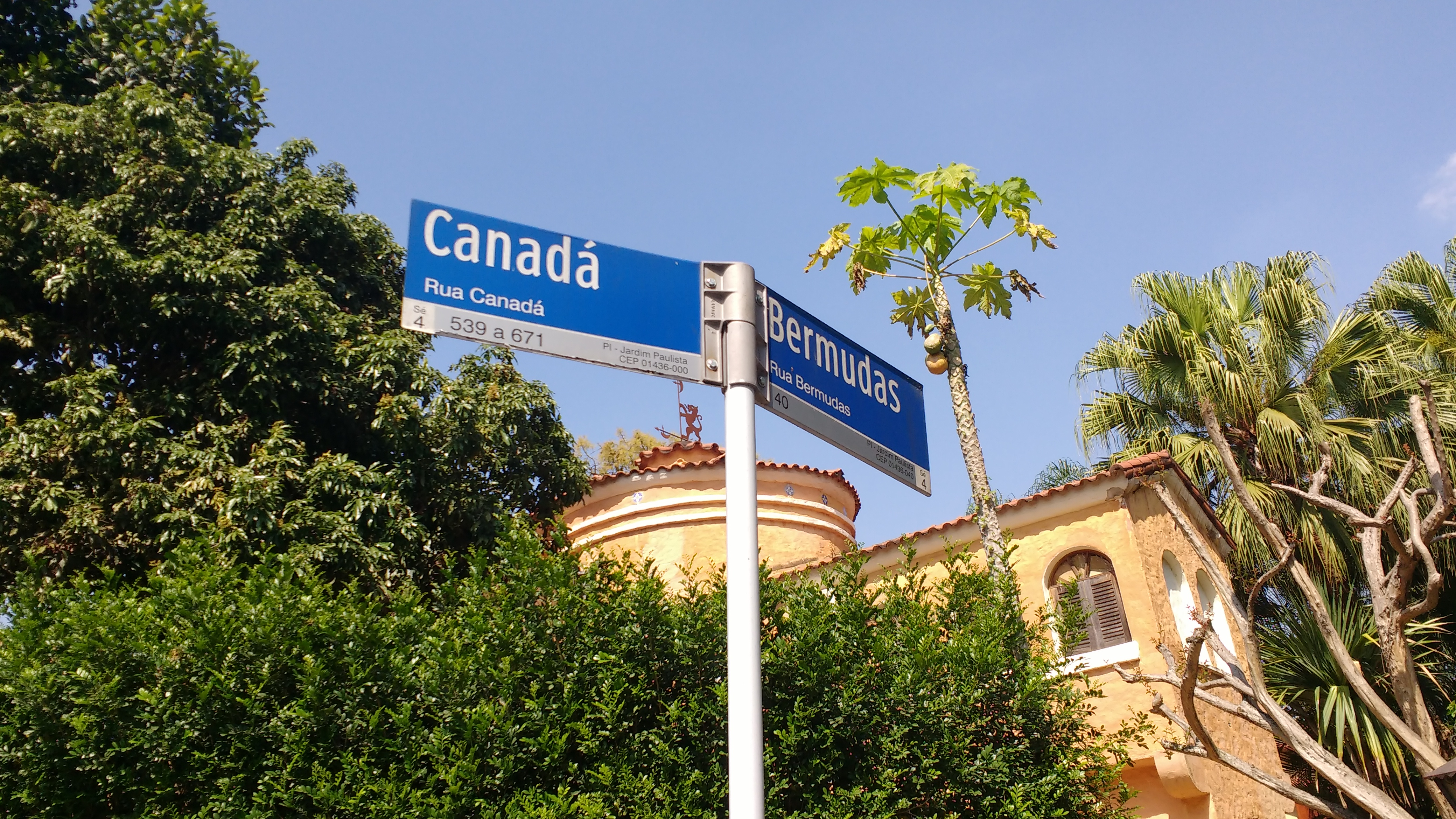
Placa de localização

Na década de 1940, o clube sofreu as consequências das dificuldades do cenário internacional, afetado fortemente pela Segunda Guerra Mundial, iniciada em 1939. A principio, uma das mudanças mais sentidas e severas foi a suspensão dos campeonatos internacionais de tênis, limitando o Harmonia somente a disputar torneios internos, fator que intensificou e incentivou as competições interestaduais e impulsionou o crescimento de clubes de tênis, sobretudo nas cidades do interior paulistano. Durante os anos de 1937 até 1945, período de vigência no Brasil da ditadura denominada de Estado Novo, o clube perdeu sócios que foram exilados pelo regime de Getúlio Vargas, como por exemplo Paulo Nogueira Filho, e outros que possuíam nacionalidades oriundas de nações inimigas do Brasil, que foram retirados do quadro social.
Após o ápice dos conflitos, dentro e fora do país, o Harmonia deu início a uma nova fase repleta de glórias. As quadras e piscinas tornavam-se palcos onde eram realizadas grandes competições, novas práticas esportivas surgiam, como inúmeros jogos de bridge; aquisição de aparelhos de cinema, bailes realizados nos salões, obras de benemerência e a vida social paulistana.
O SHT sempre dispunha de poucas vagas para sócios e as mesmas se tornavam cada vez mais disputadas. Após uma consulta realizada com os mais jovens do clube, o então presidente, Décio Novaes ampliou o número de associados e, com isso, deu como aberto o debate para uma uma nova sede. Naquele mesmo ano, a rua Canadá ganhava seu primeiro ponto, marcando a partir dali a região como uma verdadeira área urbana. O Harmonia era membro dessa modernização. A cidade de São Paulo ansiava pelo restabelecimento dos projetos anteriormente interrompidos pela guerra. Já eram notáveis as quadras novamente lotadas com o retorno dos torneios de tênis, o som da Orquestra Jazz Columbia animando os salões, o reencontro com o sol na beira das piscinas e a vida social, práticas frequentes para quem adentrava o clube da rua Canadá.

## Arquitetura

### Estrutura original
Uma referência para o urbanismo moderno, o projeto Jardim América, financiado pela Companhia City a partir de 1912, introduziu os conceitos de Garden City no seio da cidade de São Paulo. Neste contexto, a Sociedade Harmonia de Tênis delimitou sua área nesse espaço de inovação. Após a finalização das quadras, das arquibancadas de cimento armado, dos gramados e jardins planejados por Dieberger, o clube optou, entre seus sócios,por dar prioridade entre a sede social e a piscina, e o que deveria ser priorizado: a sede ou a piscina, com a primeira alternativa se saindo vitoriosa.
As obras da primeira sede tiveram início em 1934, com recursos advindos dos terrenos que a Sociedade Harmonia de Tênis possuía nos bairros da Água Branca e Barra Funda, herdados da extinta Sociedade Harmonia de Danças. A obra foi entregue após um ano depois, com uma das primeiras piscinas existentes na cidade e uma sede construída baseada em art déco, com características asseguradas pelos traços geométricos que sinalizavam a vigente modernidade do clube e bastante incomuns à arquitetura da época .

### Reforma
Chegado o fim da década de 1950, a Sociedade Harmonia de Tênis encontrava-se em um impasse que girava entorno de uma reforma ou a total demolição da sua sede. As escolhas, que tentavam realizar uma iniciativa para buscar a alternativa mais viável do ponto de vista econômico, mas que, ao mesmo tempo, suprisse a necessidade estrutural do clube, se davam, em grande parte, pela Companhia City, a empresa proprietária de porcentagem considerável do terreno. 

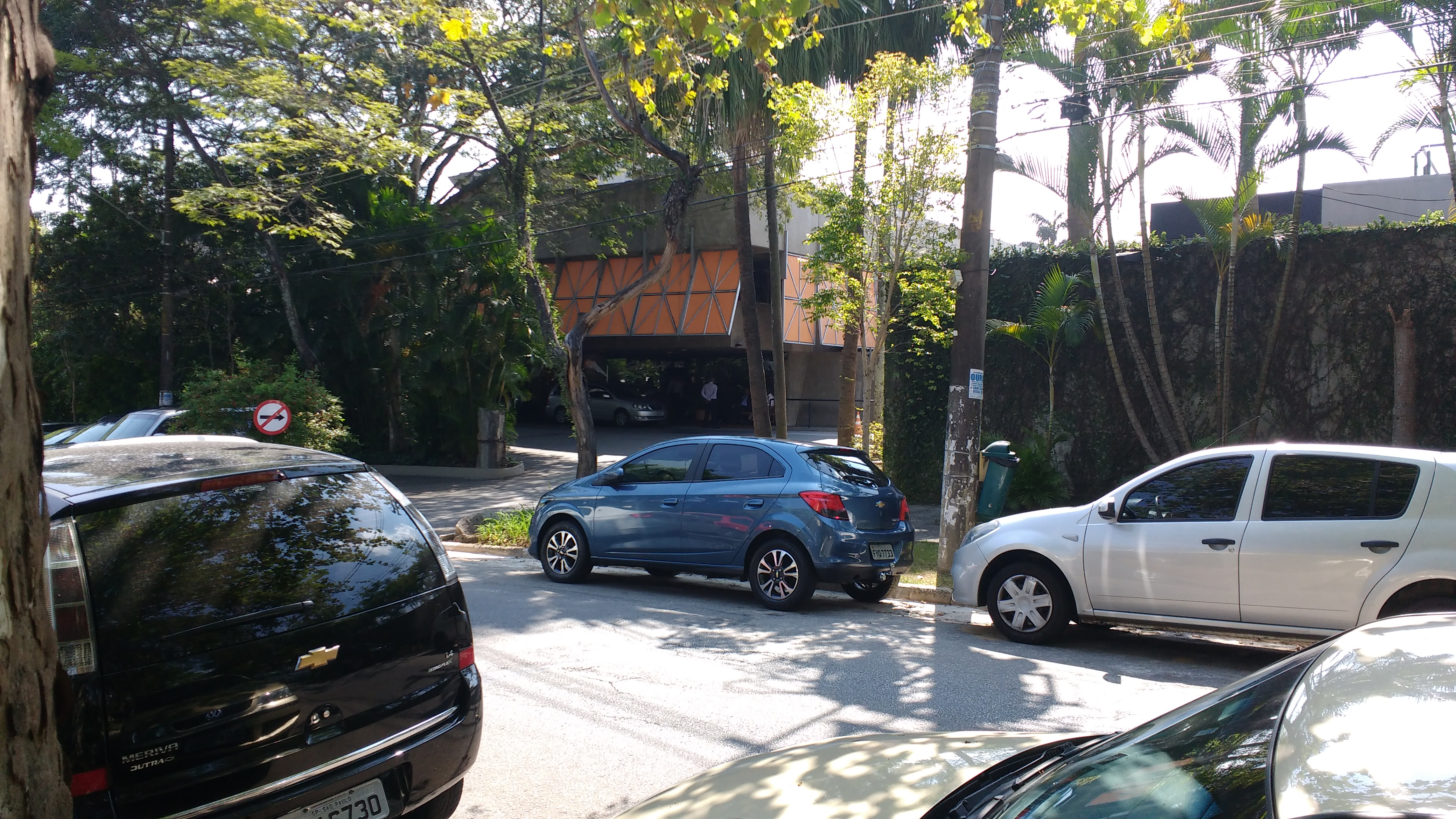
Visão da rua Canadá, no Jardim América

A solução encontrada foi a emissão de mais títulos para novos sócios. Devido ao sucesso das vendas, o clube iniciou o processo de aquisição do terreno de 18.280m², que restavam do antigo loteamento. A proposta foi a execução de uma planta do arquiteto Antonio Luís Anhaia Mello, que ergueu um outro anexo, hoje remanescente como bar da piscina.
Para administrar a construção do edifício que abrigaria a nova sede, formou-se uma comissão, escolhida em concurso realizado em parceria com o Instituto dos Arquitetos de São Paulo, para escolher o melhor projeto entre aqueles que se encontravam inscritos. A Comissão para escolher o vencedor foi presidida por Oswaldo de Moura Abreu e ainda contou com participação de Júlio Neves, Ícaro C. Mello, Luís R. de C. Franco e Rubens C. Vianna. O ganhador foi Fábio Penteado, apoiado por Alfredo Paesani e Taru Tamaki.
O edifício foi iniciado em 1965 e finalizado em 1970, sintetizando uma perfeita harmonia entre arte e técnica - empregando materiais novos e tecnologia de ponta da época. Um gigantesco vão e uma grelha de concreto que cobria todo o clube foram marcos da arquitetura realizada na época. O projeto foi agraciado com o reconhecimento merecido quando obteve a medalha de ouro na Exposição Internacional de Praga.
A edificação que abriga a sede ocupa um lote menor de 2.500m², dentro de um lote de cerca de 20.000m², tendo características arquitetônicas que valorizam ao máximo os visuais dos jardins, contando com iluminação e ventilação naturais. Em termos materialísticos, predominam na construção, sobretudo, elementos como por exemplo concreto aparente, painéis de lona, vidros e piso de madeira.

## Significado Histórico e Cultural
Após a fundação, a Sociedade Harmonia de Tênis atravessou um período turbulento da história do brasileira e mundial: a quebra da bolsa de Nova York, em 1929, uma das razões que proporcionou a fundação do clube, a Revolução Constitucionalista de 1932, que envolveu diretamente o Estado de São Paulo e o regime ditatorial de Getúlio Vargas, e o advento da Segunda Guerra Mundial, em 1939

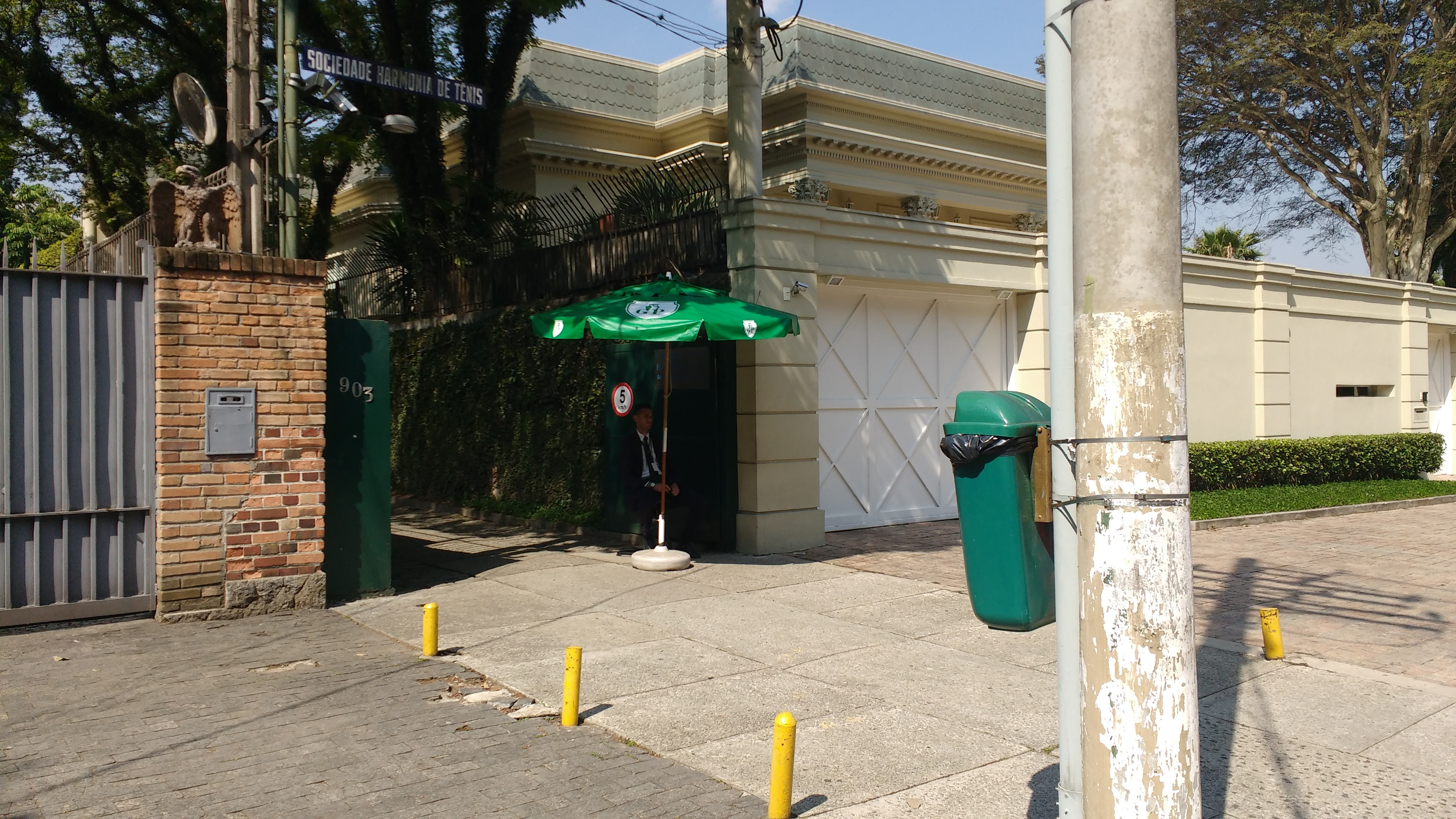
Entrada para funcionários

Fruto de duas expressões culturais - o passadismo e o modernismo -, a Sociedade Harmonia de Tênis sintonizava-se com os valores desse último, vocábulo de uma vanguarda alinhada com os modos sugeridos por um novo tempo social perdurante. O direito ao voto por parte das mulheres, o voto secreto, os direitos trabalhistas e a Constituição foram algumas conquistas brasileiras dos anos 30, que asseguraram novas práticas à sociedade, do empresário moderno à mulher participativa. Os mais fiéis representantes dessa nova era encontravam-se nas quadras do clube.
O clube, indissociável de sua moderna estrutura arquitetônica, teve uma direta relação e envolvimento com o contexto sócio-político-econômico brasileiro e internacional da época, influenciando, diretamente, nos hábitos culturais, esportivos  e sociais do país, sobretudo na cidade de São Paulo e no interior do Estado de São Paulo.
Instalada na cidade, a Sociedade Harmonia de Tênis acabou por proporcionar à cidade um novo, amplo e arborizado espaço onde se era possível praticadar atividades esportivas, onde extratos importantes da sociedade paulistana da época pudessem reunir-se e estabelecerem suas relações sociais. Indiretamente, acabou exercendo papel relevante no cenário esportivo brasileiro, sobretudo do tênis, um esporte que, até aquele momento, não tinha a cultura de ser praticado no Brasil e que só presenciaria seu auge muitos anos depois, durante o exímio período de sucesso de Gustavo Kuerten.

### Tombamento
O processo de tombamento do edifício da Sociedade Harmonia de Tênis foi iniciado em 1981 e tinha em mente o objetivo de ratificar uma tese jurídica, a de que um patrimônio cultural não se tange somente a obras antigas, já que o edifício tinha sido inaugurado pouco mais de dez anos anteriormente a entrada da ação. Por isso, a ação representa, conjuntamente, um significado social, de observar o patrimônio histórico como sendo uma edificação significativa para a sociedade, ainda que para a contemporânea, por meio de justificativas comprovadas com importância para a preservação e não somente da estrutura física, mas também do seu significado para a história de um local ou de um povo. Não constam no processo, ao menos de maneira específica, a importância do tombamento para a segurança do prédio. 
O processo, registrado sob o número 21901/81, resultou na Resolução nº 34/92, do Condephaat, que transformou o edifício em patrimônio histórico do Estado de São Paulo. A edificação foi registrada no Livro do Tombo do Estado sob o nº 300, p. 76, no dia 06 de abril de 1993.

## Galeria

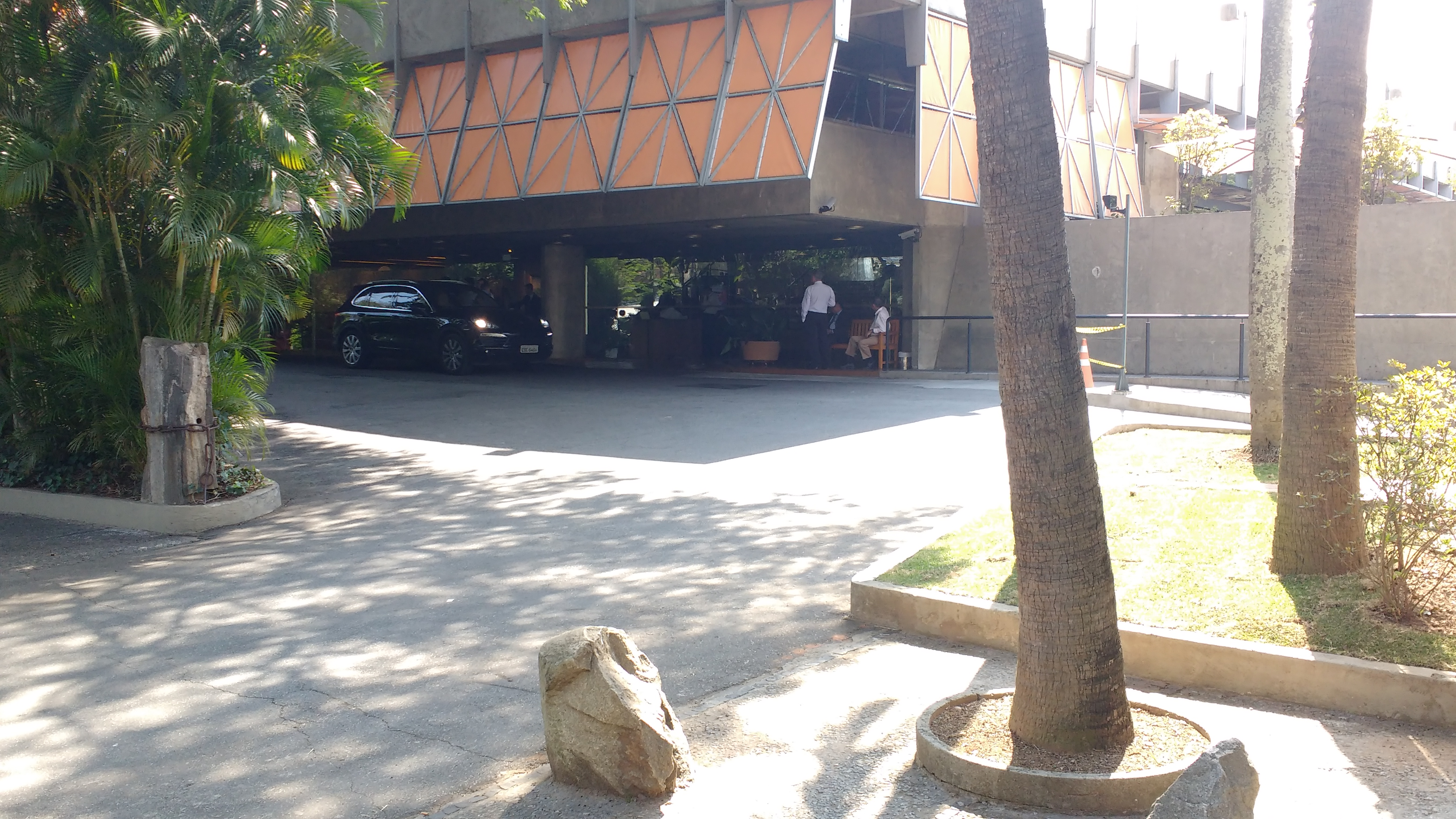
Visão da calçada - Entrada social
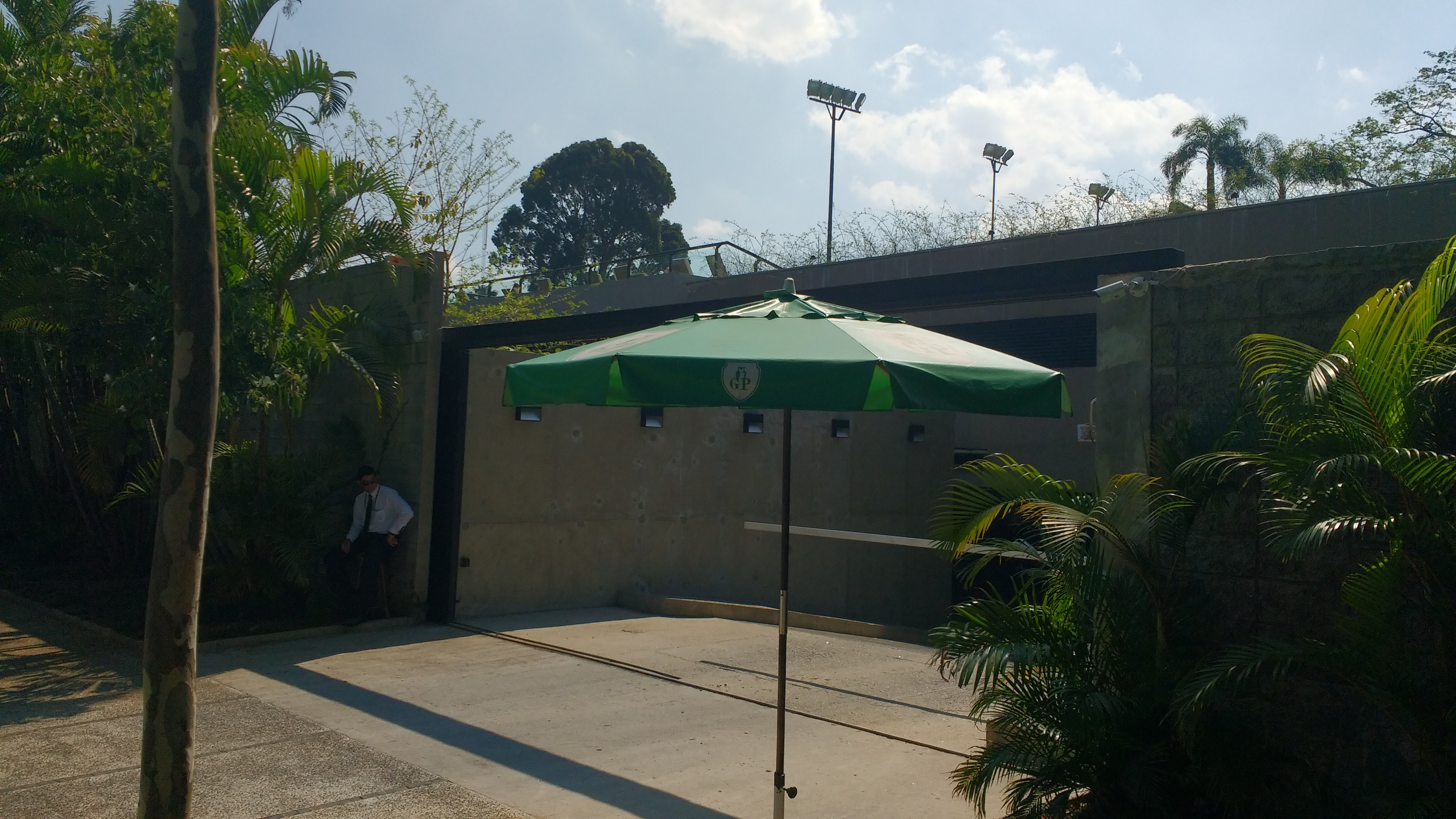
Entrada estacionamento social
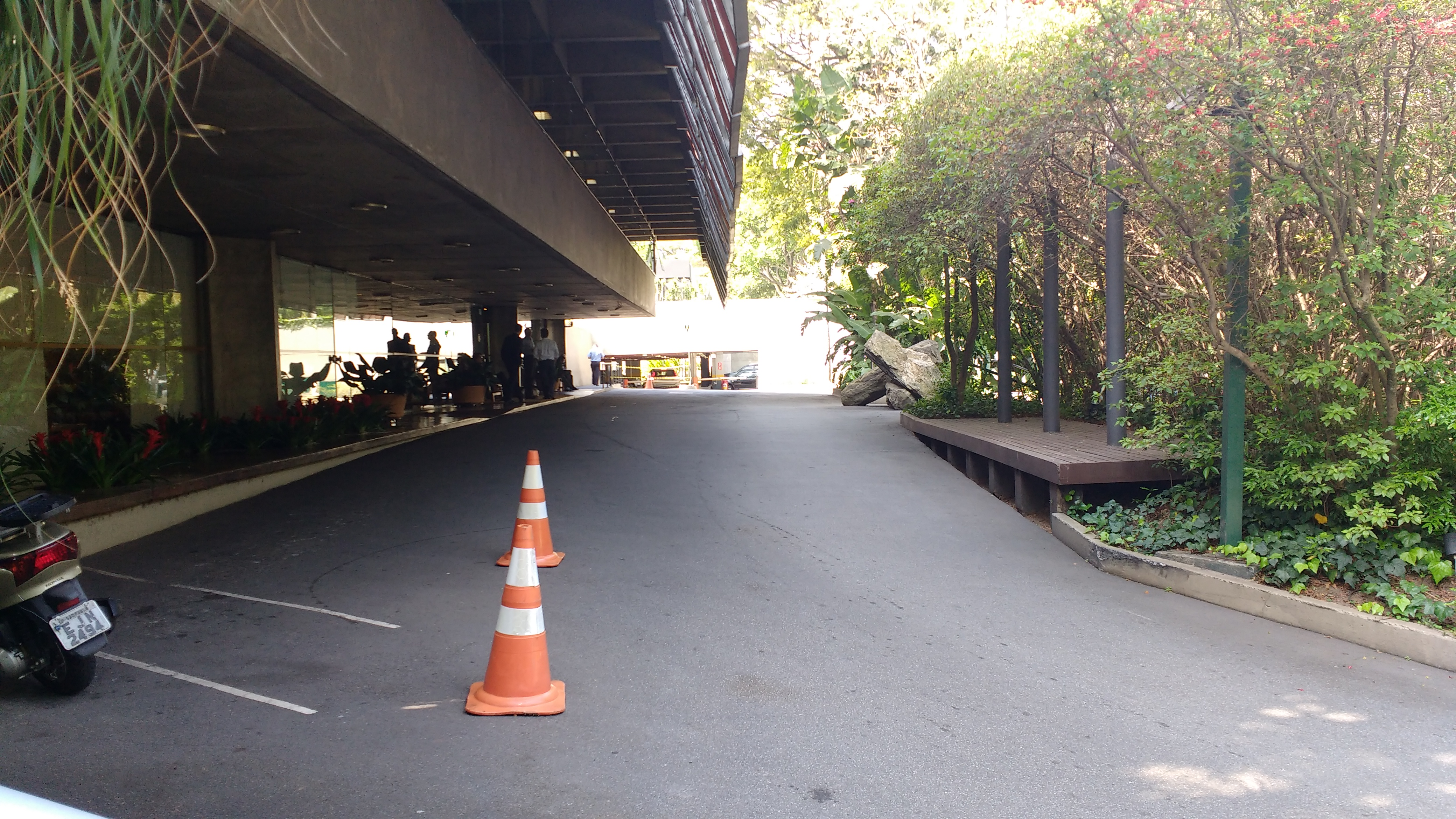
Entrada social
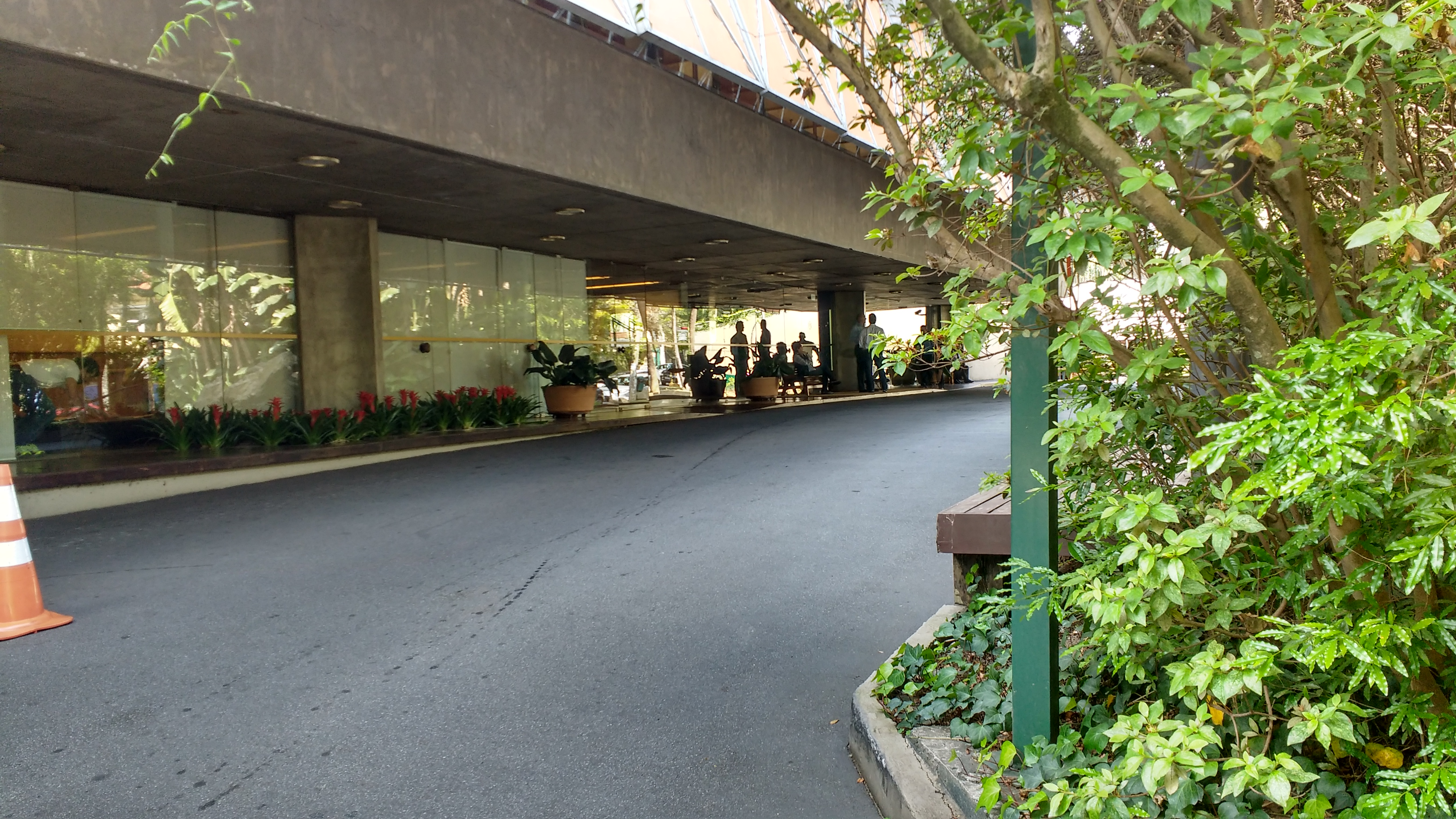
Entrada social